# 恩扎樟烯
恩扎樟烯（INN：enzacamene，化学名：4-甲基苄亚基樟脑，缩写4-MBC），或译恩扎卡明，是一种有机化合物，分子式C18H22O，属于樟腦衍生物，在化妝品中用作防晒剂。